# Pharmacological Reviews
Pharmacological Reviews (abrégé en Pharmacol. Rev.) est une revue scientifique trimestrielle à comité de lecture qui publie des articles de revue spécialisés dans tous les aspects de la recherche concernant la pharmacologie.
D'après le Journal Citation Reports, le facteur d'impact de ce journal était de 17,099 en 2014. Actuellement, le directeur de publication est David R. Sibley.